# Saara Kuugongelwa-Amadhila
Saara Kuugongelwa-Amadhila (Okahao, 12 ottobre 1967) è una politica namibiana Presidente dell’Assemblea nazionale della Namibia dal 21 marzo 2025.
In precedenza, è altresì stata il 4º Primo ministro della Namibia dal 21 marzo 2015 al 21 marzo 2025, nonché, dal 2003 al 2015, Ministro delle finanze.
Rappresentante dell'Organizzazione del Popolo dell'Africa del Sud-Ovest (SWAPO), è membro dell'Assemblea nazionale dal 1995.
Da ragazza ha vissuto circa otto anni in esilio in Sierra Leone, mentre dal 1991 al 1994 ha studiato negli Stati Uniti e precisamente in Pennsylvania.